# Romeinen in Nederland

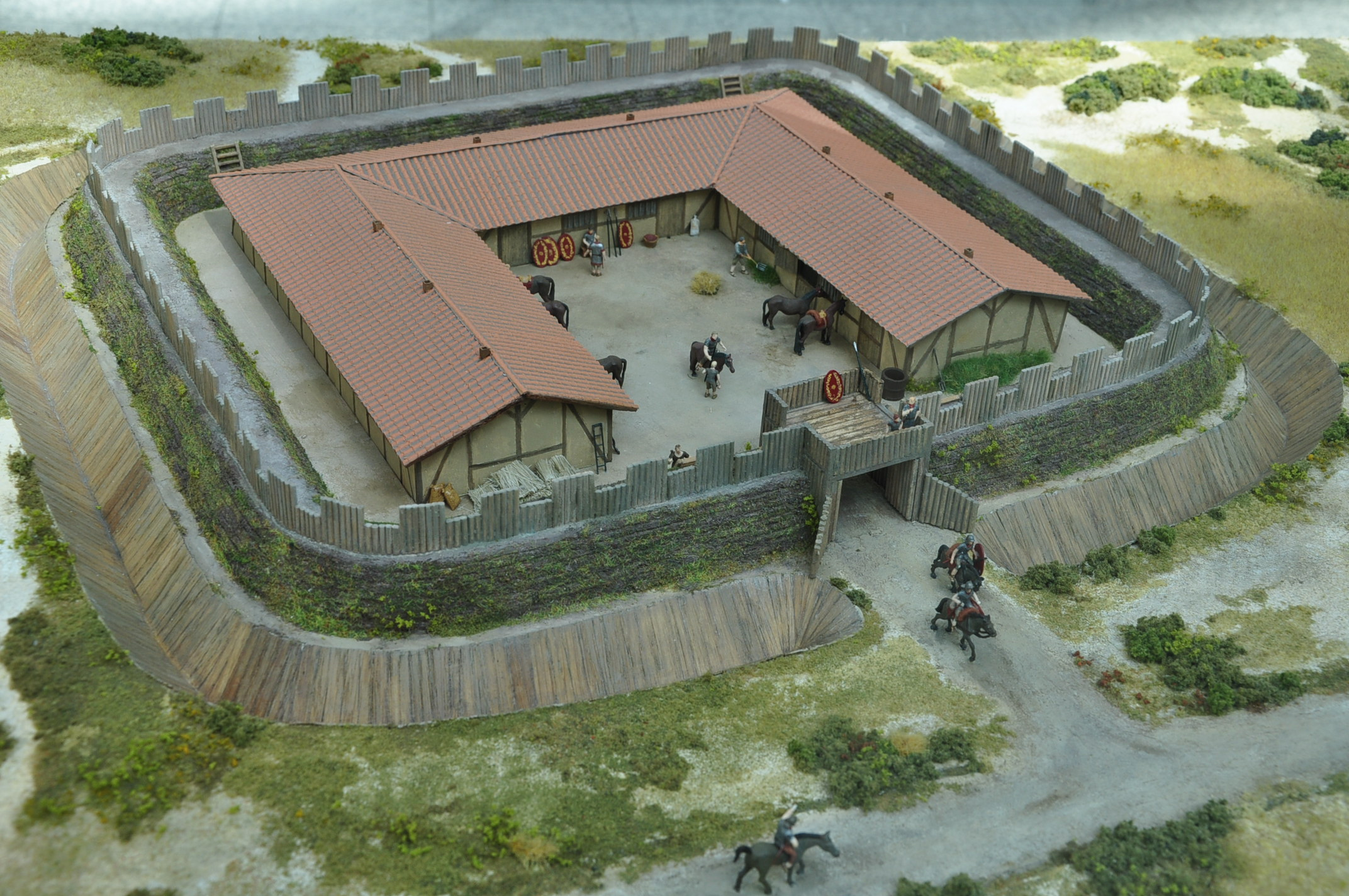
Vicus van Ockenburgh, Den Haag (reconstructie)

De aanwezigheid van de Romeinen in Nederland begon rond 50 v.Chr. en omvatte een periode van bijna vijf eeuwen. Binnen het Romeinse Rijk lag de Provincia Gallia Belgica, dat in Nederland het gebied omvatte ten zuiden van de Rijn. Gallia Belgica omvatte verder vrijwel heel België, delen van Duitsland ten westen van de Rijn en het huidige Noord-Frankrijk ten noorden van de Seine.
Van de provincie Gallia Belgica werden de provincies Germania Inferior en Germania Superior later militair-bestuurlijk afgesplitst.
Binnen deze Romeinse provincies bleef Nederland ten zuiden van de lijn Katwijk aan Zee - Utrecht - Arnhem - Nijmegen tot 476 n.Chr. deel uitmaken van het Romeinse rijk.

## Voorgeschiedenis
Er zijn weinig geschreven bronnen over de bevolking van Nederland in de pre-Romeinse tijd. Julius Caesar vermeldde in zijn Commentarii de bello Gallico dat ten zuiden van de Rijn de Keltische stam van de Menapiërs en de stam van de Eburonen woonden. Plinius de Oudere noemt ook nog de stam van de Frisiavones.
Ten noorden van de Rijn woonden de Friezen of Frisii en rond 55 v.Chr. leefden er stammen van de Usipeti en Tencteren: 
In den volgende winter - het was het consulaatsjaar van Gnaeus Pompejus en Marcus Crassus - gingen de Usipeten en de Teukteren, Germaansche stammen, in groote menigte over den Rijn, niet ver van zijn uitmonding in zee. De oorzaak daarvan was, dat zij, verscheiden jaren door de Sueben verontrust, van den oorlog te lijden hadden en in den rustigen akkerbouw werden verhinderd.— Julius Caesar Gedenkschriften van den Gallischen Oorlog uit het Latijn door Dr. J. J. Doesburg. Vierde boek.
 In Caesars vierde boek beschrijft hij ook de loop van de Maas, die bij het eiland der Bataven in de Waal (Vaculus) stroomt. Verder worden de Bataven niet vermeld. Vermoed wordt dat de vermelding in de Commentarii de bello Gallico een latere aanvulling van een kopiist betreft, en dat de Bataven pas een tiental jaar later de Rijn overstaken. 

## Geschiedenis

### De verovering door Julius Caesar
Het eerste contact tussen de Romeinen en toenmalige bevolking van Gallia Belgica vond plaats rond 58 v.Chr. toen Julius Caesar proconsul werd van de Romeinse provincie Gallia. Dit contact leidde tot vele oorlogen, waardoor er allerlei verschuivingen plaatsvonden in de lokale machtsverhoudingen en stamgebieden. Caesar probeerde 'vredesverdragen' af te sluiten met de inheemse stammen, maar met name de Eburonen, woonachtig in de huidige Kempen, Nederlands-Limburg en Belgisch-Limburg en langs de Roer tot aan de Rijn, en de Menapii verzetten zich hiertegen. Ze wisten de Romeinen een paar gevoelige nederlagen toe te brengen. Als vergelding liet Caesar hen grotendeels uitroeien en nodigde hij de Germaanse stam van de Tungri uit de omgeving van de Rijn uit om hun woongebieden opnieuw te bevolken. Met de Friezen werd een vrede gesloten met als bepaling dat zij jaarlijks de Romeinen een aantal ossenhuiden als belasting zouden betalen. Maar in 44 v.Chr. werd Caesar vermoord en er brak een burgeroorlog uit tussen de opvolgers in Rome die een aantal jaren de aandacht voor de verre noordgrenzen verminderde.

### Marcus Vipsanius Agrippa
Marcus Vipsanius Agrippa  (63 v.Chr. – 12 v.Chr.) werd in 39 v.Chr. gouverneur van Gallië en zou binnen een jaar het bestuur weer op orde brengen. Hij stak de Rijn over voor een campagne tegen de Sueben, en sloot een overeenkomst met de Ubiërs om zich te vestigen op de linkeroever van de Rijn in de omgeving van het latere Keulen. Met de Bataven werd waarschijnlijk een vergelijkbaar verdrag gesloten. De Bataven maakten deel uit van de Germaanse stam van de Chatten, die ongeveer in het gebied van de huidige deelstaat Hessen woonden. De Bataven mochten zich vestigen in het gebied tussen Rijn en Maas, onder voorwaarde van het leveren van soldaten, ruiters en wapens. De Bataven bleven onder commando van hun eigen legerleiders staan. Agrippa was bevriend met Gaius Octavius, de latere keizer Augustus. Ze hadden samen gevochten onder Julius Caesar en in 28 v.Chr. waren zij beiden consul.

### Het Principaat
Met het alleenheerserschap van keizer Augustus in 27 v.Chr. begint de periode van het Principaat. Agrippa en Augustus bleven echter nauw samenwerken. Tijdens een ziekte van Augustus was Agrippa zijn vervanger en in 21 v.Chr. trouwde Agrippa met Julia, de dochter van Augustus. Gezien de afkomst (zijn familienaam was Vipsanius) van Agrippa uit de lagere adellijke stand van de Equites, was hij nooit een gevaar voor Augustus. In 18 v.Chr. vertrok Agrippa opnieuw naar Gallië, waar hij begon met de aanleg van de heerbanen vanuit Lyon.

### De Germaanse campagnes
In 17/16 v.Chr. werd Marcus Lollius door Augustus aangesteld als gouverneur van Gallië. Tijdens zijn gouverneurschap was hij verantwoordelijk voor meerdere legioenen die de Rijn bewaakten. Zijn legioenen werden verslagen door de Germaanse stammen - de Sicambri, Tencteri en Usipetes - die de Rijn waren overgestoken. De militaire nederlaag die Lollius leed, bekend als de clades Lolliana, wordt door Suetonius gekoppeld aan de er op volgende ramp van Publius Quinctilius Varus, maar Lollius' nederlaag was eerder schandelijk dan gevaarlijk. Augustus stuurde zijn stiefzoon Tiberius om de situatie recht te zetten en de veroverde standaard van de Legio V Macedonica terug te krijgen.
In 12 v.Chr. stichtte Augustus de provincia Gallia Belgica met de Rijn als noordgrens van deze provincie, maar het gebied aan deze Germaanse grens bleef wel onder militair bestuur staan, eerst onder generaal Nero Claudius Drusus, meestal generaal Drusus genoemd.
De eerste grenzen werden ingericht vanuit een offensieve strategie, met als doel de verovering van Germania Magna. Bij Nijmegen werden twee legioenen op de Hunnerberg gelegerd, daarna een nog groter legerkamp bij Neuss ten behoeve van deze Germaanse campagnes. Drusus liet een dam in de Waal aanleggen bij Herwen, teneinde de waterafvoer naar de Rijn beter te regelen. Hij liet het fort bij Vechten bouwen, en voerde waterbouwkundige werken uit aan de Utrechtse Vecht richting het Oer-IJ. Een van de campagnes was een aanval op de mondingen van Elbe en Wezer, waar de Chauken woonden. De aanval werd uitgevoerd door een vloot, die onder bescherming van de Frisii via het Flevomeer en de Waddenzee naar de Noord-Duitse kust zeilde.
Andere campagnes van Drusus over land waren die in 12 v.Chr. tegen de Sugambren, in 11 v.Chr. tegen de Usipeti en Marsen en opnieuw de Sugambren, en in 10 v.Chr. tegen een verbond van de Sugambren en Chatten. In 9 v.Chr. bereikte hij eindelijk via een route langs de Lahn de Elbe, de geplande nieuwe grens van het Romeinse rijk. Op de terugreis raakte Drusus gewond (hij brak zijn dijbeen) door een val van zijn paard. Als gevolg van de complicaties bij deze breuk overleed hij korte tijd later, in het bijzijn van zijn broer Tiberius.
Tiberius keerde een jaar later terug om de campagnes te hervatten en versloeg de Sugambren en de Sueben. Hij nam veertigduizend krijgsgevangenen mee naar Gallië en wees hun huizen aan de oever van de Rijn toe.

### Slag bij het Teutoburgerwoud
Van 9 v.Chr. tot 6 n.Chr. ondernamen Romeinse veldheren als de latere keizer Tiberius (9/8 v.Chr. en 6 v.Chr. samen met Saturninus tegen de Marcomannen) verscheidene succesvolle krijgstochten tegen de Germanen tussen de Rijn (Rhenus) en de Elbe (Albis) en onderwierpen het gebied, waar drie Romeinse legioenen werden gelegerd (Haltern, Oberaden en Hedemünden). Germanen traden in Romeinse krijgsdienst, belasting werd geheven en legerkampen, wegen en steden werden aangelegd (bekendste voorbeeld is het (nooit voltooide) stadscomplex bij Waldgirmes). In 7 n.Chr. werd Publius Quinctilius Varus de eerste civiele stadhouder van de nieuwe provincie Germania. Oppidum Ubiorum, sinds het jaar 50 Colonia (Keulen), zou de toekomstige provinciehoofdstad worden. Maar de Germaanse stammen bleken nog niet helemaal verslagen te zijn. Onder leiding van de ontevreden aanvoerder Arminius werden diverse legioenen in een hinderlaag gelokt en afgeslacht. Deze slag bij het Teutoburgerwoud (ook Varusslag of door Romeinse en latere geschiedschrijvers in het Latijn clades Variana - varusramp - genoemd) vond plaats in 9 n.Chr., met grote waarschijnlijkheid bij Kalkriese. Deze plaats ligt aan de oostkant van de gemeente Bramsche (10 km ten oosten van de gelijknamige stad), ten noorden van Osnabrück. De veldslag leidde een zevenjarige oorlog in, aan het eind waarvan de Rijn voor een periode van een kleine vierhonderd jaar als grens van het Romeinse Rijk werd vastgelegd. Hoewel deze veldslag niet in Nederland plaatsvond heeft het waarschijnlijk wel invloed gehad op de Romeinen in Nederland, omdat de Rijn daarna de grens van het Romeinse rijk werd.

### Opstand van de Frisii

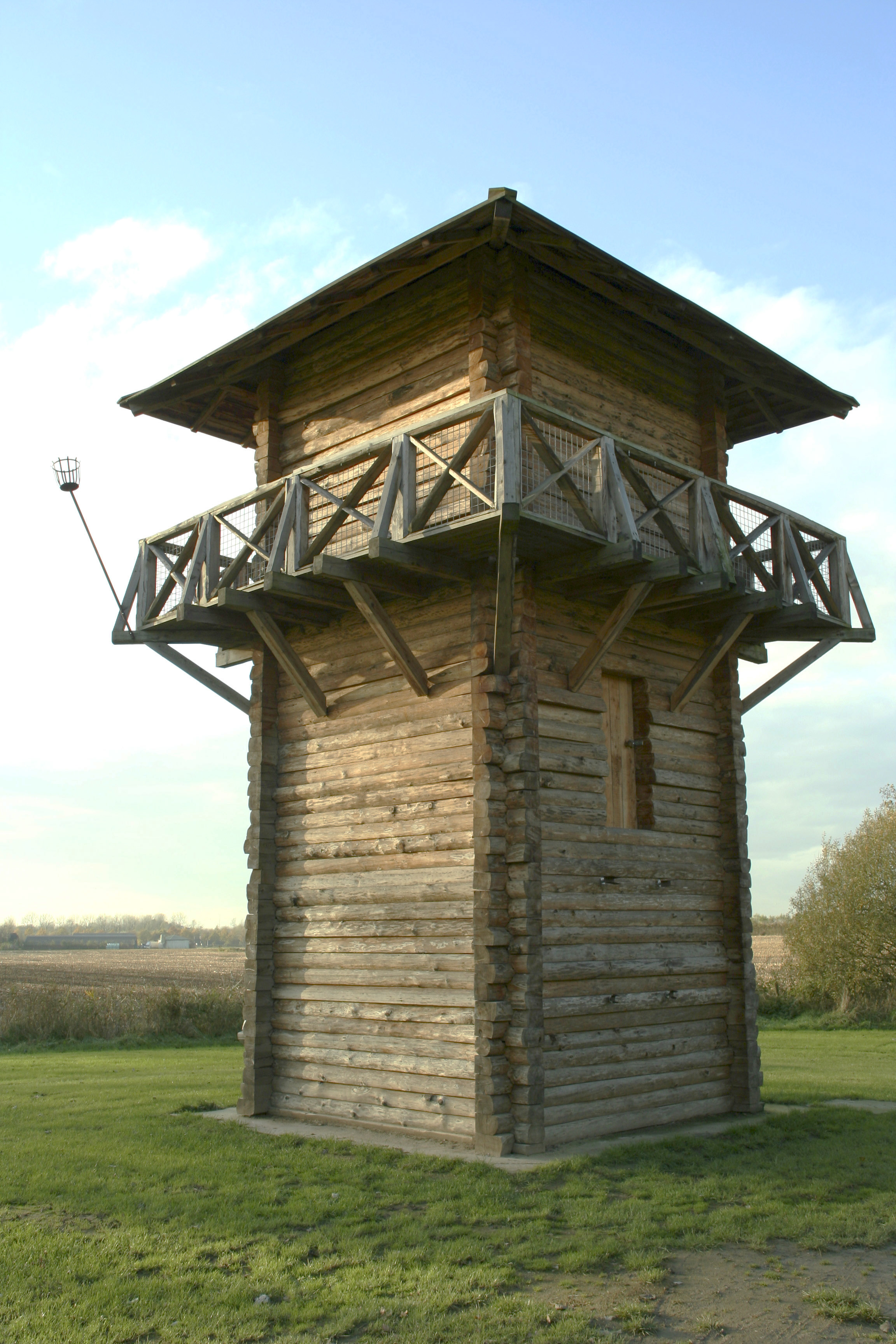
Replica van een Romeinse wachttoren bij Fort Vechten

In 28 n.Chr. kwamen de Frisii in opstand. In het westelijke deel van de limes, het grensgebied ter hoogte van de monding van de Rijn, waren in die tijd nog maar een paar forten - Flevum, Levefanum (Meinerswijk) en Ulpia Noviomagus Batavorum (het huidige Nijmegen). Omdat er in Germanië veel meer castra waren, denken wetenschappers dat het westelijke deel als grotendeels gepacificeerd werd beschouwd. Er moesten dan ook hulptroepen in allerijl uit het gebied van de Bovenrijn worden gehaald. De paniek die deze opstand teweegbracht, wordt treffend geïllustreerd door een muntschat in Nijmegen die in deze periode is begraven.
In 47 n.Chr. kwam het nogmaals tot een conflict, ditmaal omdat de Frisii met boten naar het zuiden trokken en daar weidegrond bezetten die gereserveerd was voor gebruik door de legioenen. Ze werden door de veldheer Gnaius Domitius Corbulo teruggedreven, waarna deze hen wetten, een senaat en magistraten oplegde. Corbulo stond op het punt een grootscheepse aanval op de Chauken te beginnen, maar Claudius verbood hem alle verdere acties aan de noordkant van de Rijn in verband met de aanstaande Romeinse invasie van Britannia. De Romeinen trokken zich definitief terug achter de toenmalige loop van de Rijn, waardoor de zwaar versterkte grenslinie, de limes, dwars door het huidige Nederland kwam te lopen. Corbulo liet achter de linies een binnenlandse verbinding graven tussen de Maasmond en de Rijnmond, het kanaal van Corbulo. Zulke kanalen zijn ook teruggevonden bij Oosterhout (Overbetuwe) en tussen de Rijn en de Hollandse IJssel.
Noord-Nederland bleef vrij van Romeinse bezetting, maar de Romeinse invloed zou zich ook daar nog lang doen gelden.
Tot voor kort werd de inrichting van de limes met de forten in het huidige Nederland gezien als een statische grens, aangelegd rond 47 n.Chr. Recente archeologische onderzoekingen doen echter vermoeden dat de inrichting mogelijk enkele jaren eerder heeft plaatsgevonden vanwege de geplande Romeinse invasie van Britannia in 43 n.Chr. De limes moet dan meer gezien worden als een goed bewaakte militaire transportroute.

### Opstand van de Bataven
Vlak na het Vierkeizerjaar kwamen de cohorten van de Bataven en Cananefaten onder Julius Civilis in opstand. Zij kregen steun van de Frisii. Vitellius had de troepen aan de limes meegenomen naar Rome en de entourage van Vitellius, die in een magistratenrol was achtergelaten, misdroeg zich ten opzichte van de Bataven. De Bataafse cohorten, die op weg waren naar Rome, werden teruggeroepen, de forten van de Limes werden vernietigd en de bezetting werd vermoord, Ulpia Noviomagus Batavorum en Atuatuca Tungrorum werden in de as gelegd. Vespasianus die inmiddels princeps is, drukt met een overmacht van zes legioenen de opstand de kop in en vestigt Legio X Gemina, dat in Spanje gelegerd was, op de Hunnerberg.
De opstandige troepen uit Neder-Germanië worden verplaatst naar o.a. Brittannië en het Midden-Oosten.

### Grensgebied van het Romeinse Rijk

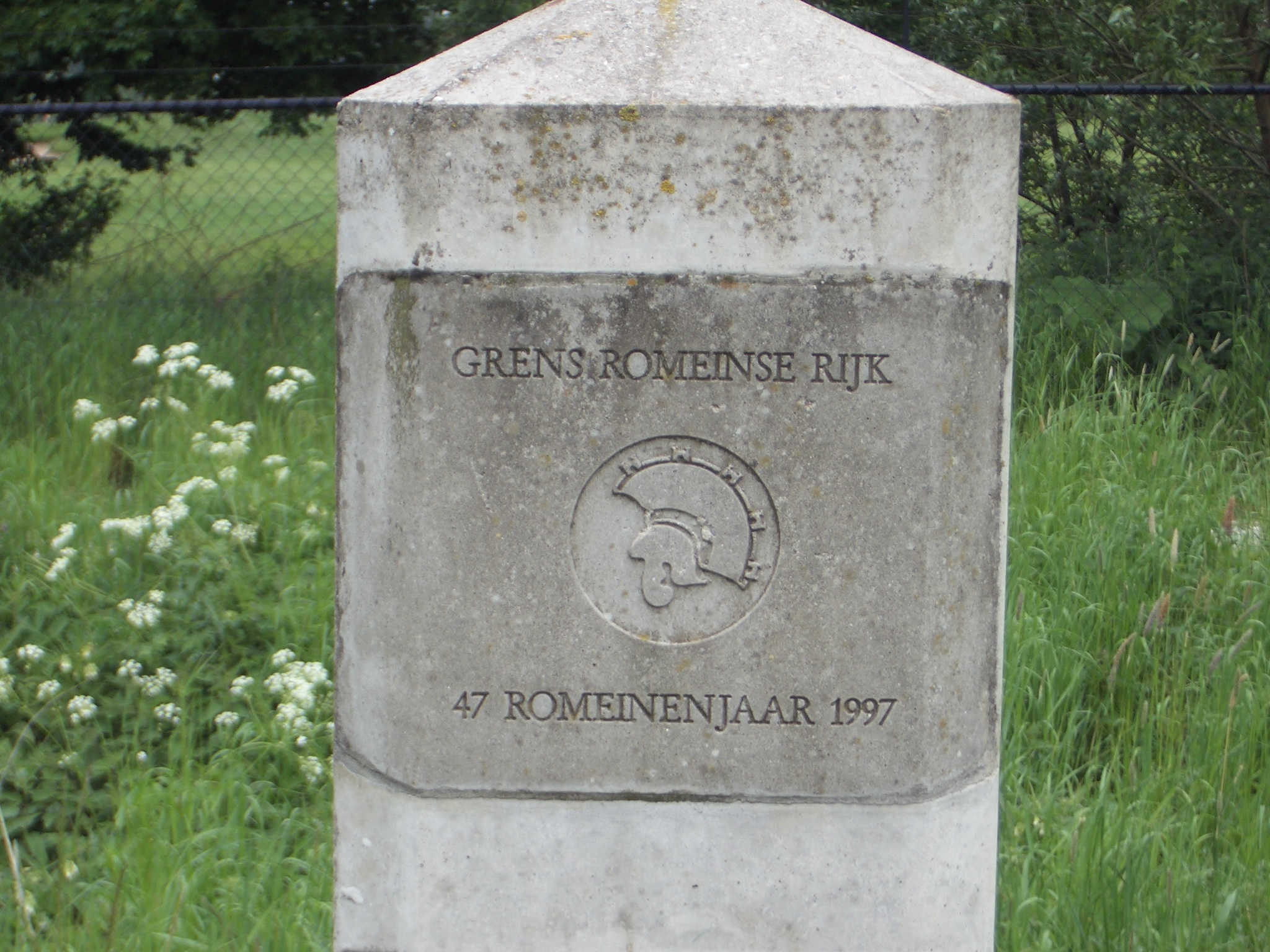
Moderne grenspaal (1997) op de vroegere grens van het Romeinse Rijk

Na de Bataafse Opstand was het ongeveer tweehonderd jaar rustig in Nederland. In het jaar 89 werden Nederland ten zuiden van de Rijn, het midden en oosten van België en het deel van Duitsland ten westen van de Rijn en ten noorden van de Vinxtbach een officiële Romeinse provincie: Germania Inferior. Ten zuiden van de limes werden de goede landbouwgronden opgedeeld in grote percelen waarop soms een imposante villa verrees. De eigenaren waren meestal rijke inwoners van de nieuwe plaatsen die de Romeinen stichtten zoals in het huidige Nederland Mosa Trajectum (misschien de Romeinse naam voor Maastricht maar dit is niet zeker), Ulpia Noviomagus Batavorum (Nijmegen) en in tegenwoordig Duitsland Colonia Ulpia Traiana (Xanten) en Colonia Claudia Ara Agrippinensium (Keulen). De inheemse bevolking werkte op deze landerijen, beoefende ambachten of diende in het Romeinse leger. Naast de genoemde centra ontstonden er ook talrijke kleinere dorpjes en gehuchten (vicus) die veelal de kernen zijn van huidige plaatsen. De economie was hoofdzakelijk op de behoeftes van de grote garnizoensplaatsen langs de Rijn gericht.
Een schatting van het inwoneraantal van het huidige Nederland in de Romeinse tijd bedraagt 150.000 tot 200.000 mensen. Circa 100.000 inheemse mensen woonden daarvan in de limes-zone, waarbij de circa twintig Romeinse forten bemand werden door rond de 10.000 militairen.
Bewijs van Romeinse activiteit ten noorden van de Limes zijn de resten van vijf marskampen, die zijn opgegraven op de Noord-Veluwe in Ermelo, op de Loenermark, tussen Apeldoorn en Barneveld en in de Gelderse Vallei te Ede.

### Verval van de Romeinse macht
Tijdens de crisis van de derde eeuw werd het Rijk verscheurd door de interne oorlogen tussen de soldatenkeizers die elkaar de opperste macht betwistten. Hierdoor verzwakte de grensverdediging waarvan de 'barbaren' over de grens dankbaar gebruik maakten. Vanaf ongeveer 250 begonnen er zodoende steeds meer overvallen van op buit beluste Germaanse stammen van over de Rijn.
Tegen het eind van de derde eeuw keerde de rust onder Diocletianus enigszins terug. Maar in de voorgaande eeuwen hadden de barbaren een militaire inhaalslag behaald ten opzichte van de Romeinse legioenen. Veel Germaanse krijgers dienden in de Romeinse strijdkrachten en van lieverlede namen ze veel militaire kunsten en verworvenheden over van hun Romeinse leermeesters. Technisch en strategisch waren de krachtverhoudingen nagenoeg gelijk geworden. Dat bleek ook doordat de Rijksgrens steeds moeilijker te handhaven was tegen barbaarse agressors waarvan velen veteranen uit het Romeinse leger waren. Regelmatig wisten rovende bendes binnen te dringen, terwijl anderen vanuit het Noord-Duitse kustgebied hem letterlijk omzeilden. Als remedie hiertegen werd een systeem van 'diepteverdediging' ingesteld, met forten langs de kust en in het achterland. Van daar uit moesten eenheden van snelle ruiterij eventuele invallers opvangen. Door deze strategie werd het hele Nederlandse grondgebied dat binnen het Rijk lag een gemilitariseerde zone waarin invallers steeds vaker vrij spel hadden.

### De Romeinen trekken weg
In de vierde eeuw werd nog een poging gedaan de limesgrens opnieuw te versterken met een reeks nieuw gebouwde forten, maar deze hielden niet lang stand. Het Romeinse Rijk kampte met interne problemen, die alle aandacht en militaire slagkracht opeisten. Franken en andere stammen hadden daardoor vrij spel. In de vijfde eeuw viel de Romeinse machtsstructuur geleidelijk weg. De val van Keulen in 459/461 betekende het definitieve einde van de Romeinse macht in Germania Secunda. De noordwestelijke gebieden werden daarna door de Romeinen aan hun lot overgelaten.
Groepen Salische Franken vestigden zich vanaf het midden van de vierde eeuw in het huidige Brabant en Limburg. Na de val van Keulen wierpen zij zich op als de nieuwe heerserselite over de Romeinse kolonisten en (deels) geromaniseerde autochtonen, voor zover die niet gevlucht waren. Frankische vorsten vormden bestaande Romeinse civitates en pagi om in Frankische koninkrijkjes. Geleidelijk aan breidden de Franken hun invloed uit naar het nog betrekkelijk welvarende Gallië (Slag bij Soissons, 486), waar zij hun hoofdstad vestigden in achtereenvolgens Soissons, Reims en Metz. Romeinse steden, forten en infrastructuur, voor zover nog intact, werden door Frankische machthebbers overgenomen. Stenen bouwwerken die geen functie meer hadden dienden eeuwenlang als steengroeve.

## Invloeden op de sociale infrastructuur

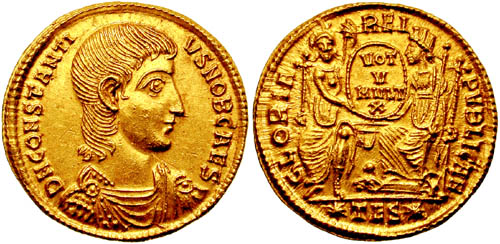
Constantius Gallus, Caesar. 351-354 n.Chr.

Uit het voorafgaande blijkt dat de Romeinse aanwezigheid in de Lage Landen steeds een sterk militair karakter heeft gedragen dat een stempel drukte op de sociale infrastructuur. Zeker aan de verre buitengrenzen van het Rijk was het Romeinse leger een maatschappij op zichzelf. De diensttijd duurde vijfentwintig jaar en dat was voor de meesten letterlijk een baan voor het leven. Daar kwam bij dat het leger vrijwel volledig zelfvoorzienend was. In dat opzicht was het Romeinse leger in Nederland ook de eerste grote projectontwikkelaar die zorgde voor een uitgebreide infrastructuur, grote bouwprojecten en werken van waterstaatkundige aard. Bij Cleves liet Nero Claudius Drusus een dam bouwen en hij liet ook een gracht graven tussen de Vecht en de Oude Rijn. Gnaius Domitius Corbulo liet een kanaal graven om de Oude Rijn met de Maas te verbinden. Verder kwam waarschijnlijk een groot deel van de inheemse productie in dienst te staan van de markteconomie die rond het leger functioneerde.

## Rekrutering van huurlingen
Al die tijd werd er onder de lokale bevolking zwaar gerekruteerd. Ook dat moet van invloed zijn geweest op de samenleving. Zo verdween een aantal generaties achter elkaar een groot aantal inheemse jongemannen uit het productieproces. Dit lijkt zich te weerspiegelen in de accentverschuiving van akkerbouw en gemengd bedrijf naar veeteelt, een bedrijfstak die minder arbeidsintensief is en waarvoor ons natte land zich goed leende. En wie als veteraan na zijn lange diensttijd naar huis terugkeerde was sterk geromaniseerd en drukte daarmee een stempel op zijn directe omgeving.

## Gaius Plinius Secundus maior
Gaius Plinius Secundus maior was een Romeinse schrijver die tussen 23 en 79 n.Chr. leefde. In zijn Historia Naturalis - een encyclopedisch werk - schreef hij onder andere over de Germaanse gebieden en geeft hierbij de typische kijk van Romeinen op Germania Inferior:
De oceaan stort zich tweemaal per etmaal met gigantische golven uit over het land, zodat men zich bij deze eeuwige strijd van de natuur afvraagt of dit stuk grond tot het land of tot de zee behoort. Op de heuvels of beter gezegd, op met handen opgehoogde woonplaatsen (de terpen) leeft daar een ongelukkig volk. Bij vloed zijn het net schepelingen, bij eb eerder schipbreukelingen. En wanneer zij door het Romeinse volk zijn overwonnen, noemen zij dat nog slavernij!
Plinius was echter nooit zelf in Germania Inferior geweest en haalde dus al zijn informatie bij Romeinen die naar deze streken geweest waren. Plinus zou omkomen op het Italiaanse strand bij de uitbarsting van de Vesuvius in 79. Volgens het Romeins recht mochten legionairs in het Romeinse leger niet trouwen, maar archeologisch onderzoek wijst uit dat zij in hun castra (kampen) wel samenleefden met vrouwen en kinderen. Vooral de maten van het teruggevonden schoeisel laten dit duidelijk zien. Dit gegeven en het feit dat veel inheemse mannen ver weg in Schotland of aan de Donau waren gelegerd, leidt al snel tot de conclusie dat deze soldatenliefjes inheemse vrouwen waren.

## Overzichtskaarten Romeins Nederland

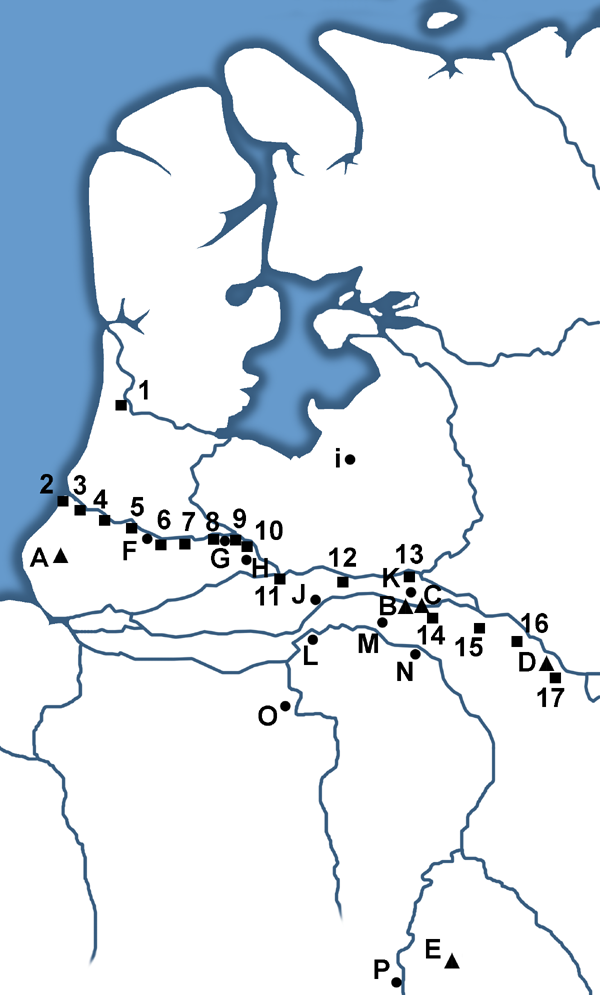

De exacte loop van de kustlijn is onbekend.

### Forten in Nederland (de vierkantjes op de kaart)
1. Flevum (Velsen), hier is ook een haven gevonden
2. Lugdunum Batavorum (Brittenburg)
3. Praetorium Agrippinae (Valkenburg)
4. Matilo (Leiden-Roomburg)
5. Albaniana (Alphen aan den Rijn)
6. ? (Bodegraven)
7. Laurium (Woerden)
8. Fletio? (De Meern)
9. Traiectum (Utrecht)
10. Fectio (Vechten)
11. Levefanum (Wijk bij Duurstede?)
12. Carvo (Kesteren?)
13. Castra Herculis (Arnhem Meinerswijk?)
14. Ulpia Noviomagus Batavorum (Nijmegen)

Een aantal identificaties van Romeinse forten zijn omstreden en daarom aangegeven met een vraagteken.
Niet aangegeven op de kaart: de Vicus van Ockenburgh aan de kust bij Den Haag.

### Steden in Nederland (de driehoekjes op de kaart)
- A - Forum Hadriani/Aellium Cananefatum (Voorburg)
- B - Colonia Ulpia Noviomagus (Nijmegen)
- C - Batavorum (Nijmegen)
- D - Colonia Ulpia Trajana (Xanten, Duitsland)
- E - Coriovallum (Heerlen)

### Nederzetting (de rondjes op de kaart)
- F - Nigrum Pullum (Zwammerdam)
- G - ? (Leidsche Rijn)
- H - Haltna (Houten)
- I - Marskamp nabij Ermelo (op de kaart aangegeven met " i ")
- J - ? (Tiel)
- K - Romeinse tempels (Elst)
- L - Gevonden tempel, vermoedelijk gewijd aan Hercules Magusannus (Kessel)
- M - ? (De lithse Ham)
- N - Ceuclum (Cuijk)
- O - ? (Esch)
- P - Maastricht

Niet op de kaart: Venlo (mogelijk met fort).
Ook niet op de kaart: Colijnsplaat en Domburg, tempels gewijd aan Nehalennia.
Verder nog: Aardenburg, diverse gebouwen, zeer waarschijnlijk met een militaire functie.

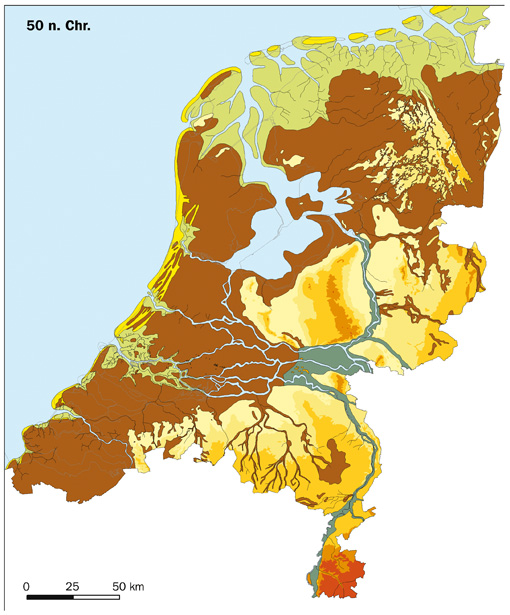